# Baralla de gossos
Les baralles de gossos són lluites entre dos (o més) gossos, per al gaudiment dels espectadors i amb un propòsit, el joc. És un esport sagnant, perquè els gossos es mosseguen i esquincen literalment la carn mentre els assistents aposten per algun dels animals. Els gossos acaben ferits i de vegades poden arribar a perdre la vida, raó per la qual les baralles de gossos són il·legals a molts països.

## Orígens de la cria domèstica
Com amb tots els gossos domèstics, els avantpassats de totes les races eren llops.
L'ensinistrament de gossos en els seus primers temps es realitzava a fi de l'especialització. Es creu que el desenvolupament de noves castes va ocórrer en zones geogràfiques concretes, en les quals el gos rebia un entrenament que es corresponia amb les habilitats requerides per a aquestes regions i/o treballs que anava a exercir. La selecció segons les funcions que hauria de realitzar, junt amb l'ensinistrament per assolir el desenvolupament corporal òptim, condueix a la formació de castes o races.
La raça d'un gos que lluitava estava basada en una gran aparença exterior que imposés por dels seus rivals, gran, sota, pesada, amb gran capacitat per mossegar i un lladruc amenaçador, a més havia de tenir una potent musculatura i un fort desenvolupament del cap. A part d'aquestes característiques físiques també se li afegia una característica psicològica, un fort caràcter temperamental. La meta és criar un gos que ataqui animals però que sigui dòcil i afectuós cap als éssers humans. Totes les races amb un caràcter convenient per a la protecció dels éssers humans i amb capacitat per lluitar amb animals salvatges poden ser considerades per a les baralles de gossos.

## Races modernes
Amb el pas del temps l'home ha realitzat moltes seleccions i encreuaments entre els gossos, això ha donat lloc a l'aparició de noves races, les races amb més capacitats per a la lluita també van ser creuades i això fa que existeixin noves espècies amb condicions molts més aptes per a la lluita.
Les races pures tals com la Bull Terrier Anglès i el Staffordshire Bull Terrier eren populars com gossos per a la lluita, però aviat van passar a ser gossos d'esquer. Altres races pures incloent l'Irish terrier, el Buldog, Kerry Blue Terrier i el Parson Russell Terrier van ser utilitzades per al control d'animals i per a diversos treballs d'una granja.
Actualment els criadors que desitgen que aquestes races s'utilitzin com animals domèstics han hagut d'intentar acabar amb el temperament agressiu. Però per part dels venedors d'aquestes espècies han de tenir cuidat amb la persona que realitza la compra, ja que aquesta ha de reunir alguns requisits sent entre ells que aquest assistent valori el bon temperament i el respecte de l'animal per la resta d'éssers. És també important "socialitzar" els gossos en una edat primerenca per prevenir que en un futur ataquin altres animals o fins i tot humans. Desafortunadament, l'ensinistrament irresponsable i una falta per distingir entre el comportament disciplinat i l'agressió fa que a l'hora de comprar alguna d'aquestes races sigui gairebé automàtic preguntar per si la raça és massa agressiva o, no quan això pot dependre sempre de l'ensinistrament que rebin.

## Història
Les baralles de gossos han estat documentades en la història de moltes i diferents cultures, i presumeix d'haver existit des del començament de la domesticació d'animals. Moltes races han estat ensinistrades específicament en força, actitud i aspectes psicològics que els feien els millors gossos per a la lluita.
Els historiadors especulen que la migració humana a gran escala, el desenvolupament del comerç, i els regals entre les corts reals de gossos valuosos que lluitaven van facilitar l'extensió de races de gos lluitadores. A moltes campanyes militars es van utilitzar gossos per a la lluita però també s'oferien grans gossos com regals reals.
Els esports sagnants que inclouen l'enfrontament entre animals han ocorregut des de l'antiguitat, els més famosos van ser al Coliseu a Roma durant l'Imperi Romà. Durant més de sis-cents anys van continuar assolint el seu apogeu el segle xvi, els diferetes tipus d'animals emprats van permetre el desenvolupament de les races i les formes anatòmiques bàsiques de gossos que veiem ara en l'actualitat.
Les baralles de gossos han estat populars en molts països i encara es practica legalment i il·legalment al voltant de tot el món.

## Impacte en la societat actual
En el segle xxi, la pràctica d'aquesta activitat s'ha convertit en una activitat il·legal i rebutjada en la majoria dels llocs al voltant del món. Les raons són moltes i molt variades el que ha motivat que es castigui com una falta lleu (pagament d'una multa) o com falta gravi (delicte de presó).

### Benestar i drets de l'animal
Des del punt de vista del benestar animal, les baralles de gossos són la causa més seriosa d'abús animal, no solament per la violència de la qual fan mostra els animals durant el combat sinó també perquè els animals perden freqüentment la vida.
Alguns estudis han tret en conclusió que com més sofreix el gos, més resistent arriba a ser i, per tant, millor lluitador. Aquesta idea i el tractament forçat que sofrien els gossos està en clar contrast amb els valors públics que prevalen en moltes societats modernes.
A més del tractament polèmic que un gos rep quan té potencial com a lluitador i les pròpies lluites, quan aquests gossos es consideren que ja no valen per a les trobades acaben sent abandonats, estrangulats, tirotejats o electrocutats.

### Mascotes robades i animals d'esquer
A vegades la lluita entre animals no està igualada, animals més febles són utilitzats únicament per provar l'instint de lluita d'un gos amb fortes característiques físiques.
Freqüentment els animals utilitzats per a aquest propòsit són mascotes robades, això es fa perquè un gos que està començant a ser entrenat no sofreixi danys en enfrontar-se a gossos que ja estan completament desenvolupats i així poder completar l'entrenament del gos.
National Geographic apunta que no hi ha dades estadístiques del nombre d'animals que són capturats i emprats com esquers en rings. Patrícia Wagner cap de la National Illegal Animal Fighting Task Force (Força Nacional Contra la Lluita Il·legal d'Animals) dels Estats Units va dir: "Jo penso que tots els països tenen un problema amb això, ho sàpiguen o no".

### Perills de l'ensinistrament de gossos per ser més agressius
A certs països ja hi ha lleis que regulen l'entrenament de gossos per fer-los agressius, màquines de matar. S'han documentat molts casos d'atacs d'aquest tipus de gossos. Aquestos atacs han provocat que sigui necessari registrar el gos i aconseguir certes llicències el fín de les quals són el control d'aquest tipus d'animals, que en els últims anys han acabat amb la vida de diverses persones, majoritàriament nens i persones majors. Aquests animals no són capaços de controlar-se i ataquen ràpidament al coll i a les extremitats. Quan succeeix un cas d'aquest tipus la policia pot prendre mostres de l'interior de la boca dels animals per trobar sang pertanyent a la víctima i així corroborar que el gos va produir l'atac, de vegades només n'hi ha prou amb un testimoni i fotos de prova. Els amos passen llavors a disposició judicial.

### Impacte social i activitats criminals
Durant molts anys, fins i tot després de ser fora de la llei, les lluites de gos han estat considerades una activitat aïllada dins del benestar animal, i mentre va ser ignorat, negat, o desatès per les agències de l'aplicació de la llei. Tanmateix, els autoritats van ser descobrint que aquesta cultura clandestina està relacionada directament amb un altre tipus d'activitats criminals i violentes.
Les activitats criminals que ocorren típicament inclouen un crim, un xantatge, distribució de droga. Per això els esdeveniments en els quals es produeixen lluites de gossos serveixen sovint per facilitar el joc i el tràfic de droga. Com amb altres empreses criminals, les activitats il·legals es converteixen en una part malsana de la cultura de la zona. Fins i tot les autoritats com la policia es mostren aterrides constantment per les atrocitats que troben abans, durant, i després del combat, i, a més aquesta influència fa que els nens que viuen en aquestes zones es vegin exposats a la violència, i que acabin veient aquests enfrontaments sagnants com una cosa normal i que cal perpetuar dins de la comunitat.